# Porsche Macan II
Pour les articles homonymes, voir Porsche Macan.

Logo.

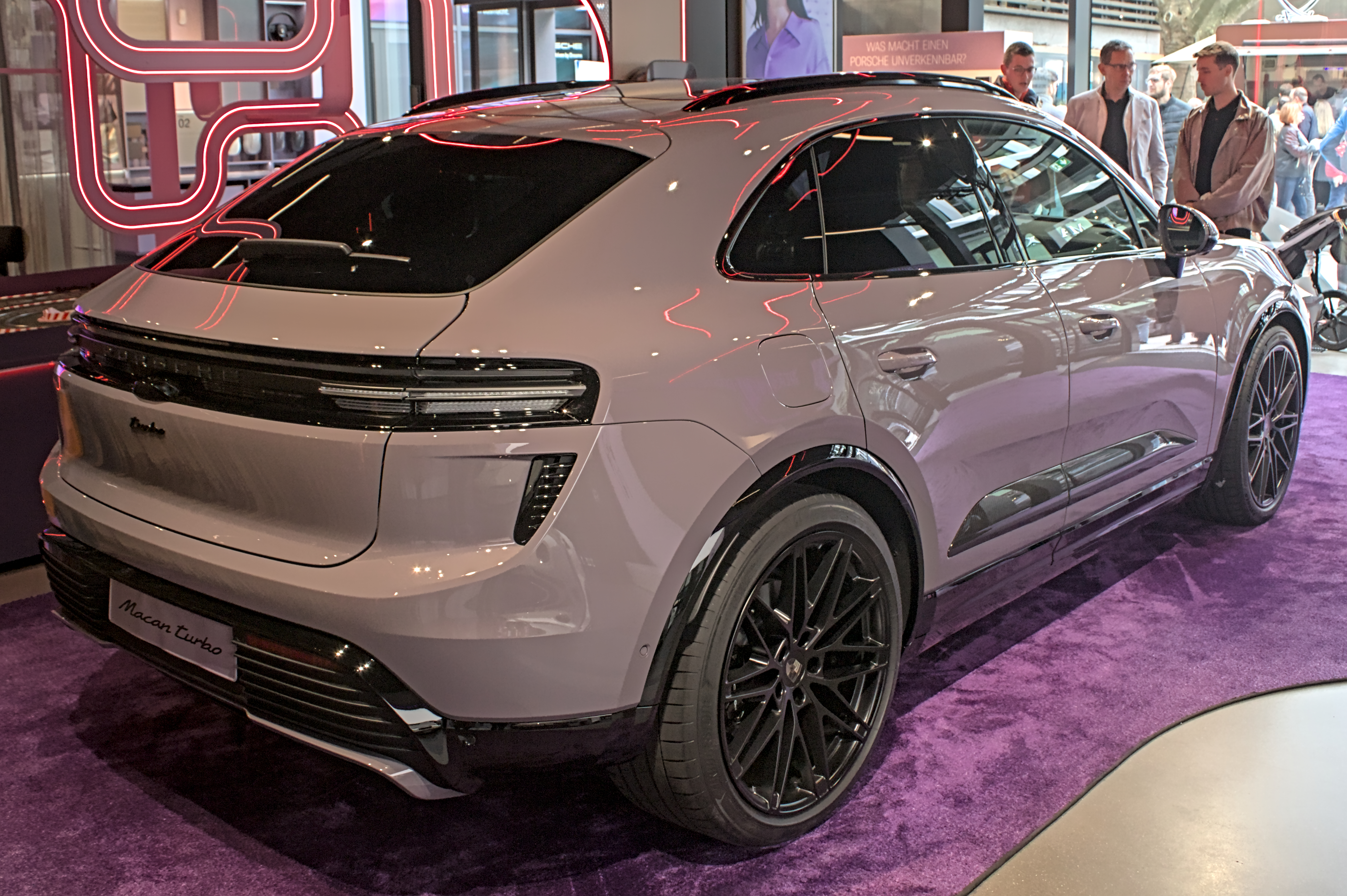
Vue de l'arrière.

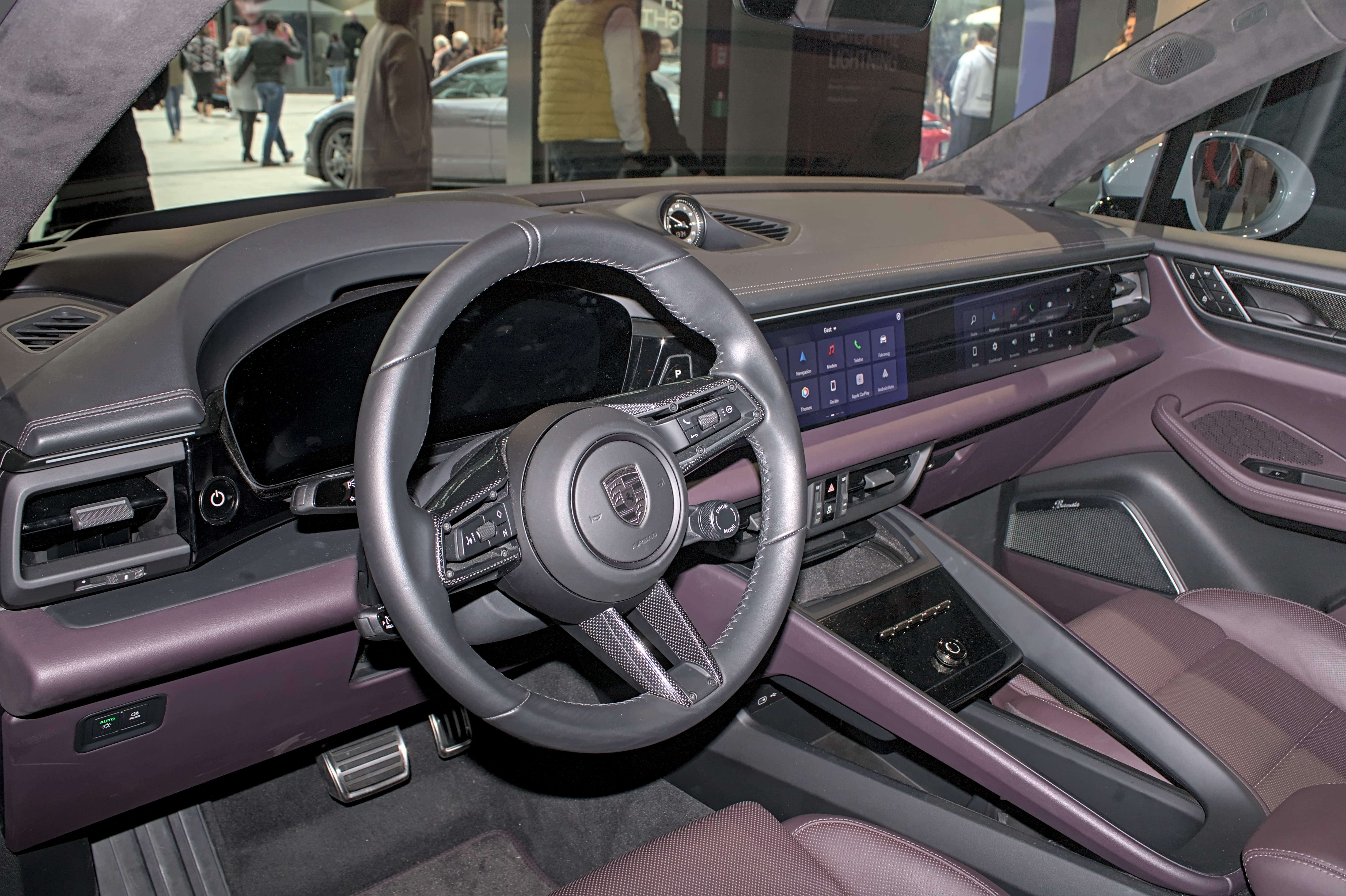
Intérieur.

La Porsche Macan II est un SUV compact électrique du constructeur automobile allemand Porsche, lancée en 2024. Elle est la seconde génération de Macan après le modèle thermique produit de 2014 à 2024.

## Présentation
La seconde génération de Porsche Macan est présentée le 25 janvier 2024. Elle est disponible uniquement en motorisation électrique.

## Caractéristiques techniques
La Macan repose sur la plateforme technique PPE (Premium Platform Electric) du Groupe Volkswagen destinée aux véhicules électriques sportifs.
La Macan Electric bénéficie d'une capacité de chargement arrière de 540 litres et d'un coffre avant de 84 litres supplémentaires. Toutefois, la version Turbo perd 60 litres de capacité dû à la présence d'une sono Bose de série.

### Motorisations et batterie
Les deux versions sont dotées d'une architecture 800 V et équipées d'une batterie NMC d'une capacité brute de 100 kWh produite par le chinois Contemporary Amperex Technology (CATL). La Macan embarque un chargeur de 11 kW en courant continu.
| Logo de Porsche                      | Porsche Macan II              | Porsche Macan II              | Porsche Macan II              | Porsche Macan II              |
| Logo de Porsche                      | Macan Electric                | Macan 4 Electric              | Macan 4s Electric             | Macan Turbo Electric          |
| ------------------------------------ | ----------------------------- | ----------------------------- | ----------------------------- | ----------------------------- |
| Puissance moteur électrique (kW)     | 265                           | 300                           | 380                           | 470                           |
| Puissance maximale (ch)              | 360                           | 408                           | 516                           | 639                           |
| Couple maximal (N m)                 | 563                           | 650                           | 820                           | 1130                          |
| Vitesse maximale (km/h)              | 220                           | 220                           | 240                           | 260                           |
| 0-100 km/h (s)                       | 5,7                           | 5,2                           | 4,1                           | 3,3                           |
| 0-200 km/h (s)                       | 20,9                          | 19,0                          | 14,3                          | 11,7                          |
| Consommation (kWh/100 km)            | 17,0                          | 17,9                          | 17,7                          | 18,9                          |
| Masse à vide (kg)                    | 2 295                         | 2 405                         | 2 420                         | 2 480                         |
| Batterie                             |                               |                               |                               |                               |
| Type                                 | NMC (nickel manganèse cobalt) | NMC (nickel manganèse cobalt) | NMC (nickel manganèse cobalt) | NMC (nickel manganèse cobalt) |
| Capacité brute (kWh)                 | 100                           | 100                           | 100                           | 100                           |
| Capacité nette (kWh)                 | 95                            | 95                            | 95                            | 95                            |
| Autonomie WLTP (km)                  | 641                           | 612                           | 606                           | 590                           |
| Poids (kg)                           | 570                           | 570                           | 570                           | 570                           |
| Puissance maximale de charge         |                               |                               |                               |                               |
| en courant alternatif monophasé (kW) | 7,4                           | 7,4                           | 7,4                           | 7,4                           |
| en courant alternatif triphasé (kW)  | 11                            | 11                            | 11                            | 11                            |
| en courant continu (kW)              | 270                           | 270                           | 270                           | 270                           |
| Temps de recharge                    |                               |                               |                               |                               |
| sur une prise domestique             |                               |                               |                               |                               |
| sur une borne 11 kW                  | 10 heures                     | 10 heures                     | 10 heures                     | 10 heures                     |
| sur une borne 22 kW                  | 10 heures                     | 10 heures                     | 10 heures                     | 10 heures                     |
| sur une borne rapide 270 kW          | 21 minutes (10 à 80%)         | 21 minutes (10 à 80%)         | 21 minutes (10 à 80%)         | 21 minutes (10 à 80%)         |